# Flughafen Okinoerabu

i8
i11
i13
Der Flughafen Okinoerabu (japanisch 沖永良部空港 Okinoerabu Kūkō, IATA-Code: OKE, ICAO-Code: RJKB) befindet sich auf der Insel Okinoerabu-jima in der Stadt Wadomori in der Präfektur Kagoshima, Japan. Die Gesamtzahl der jährlichen Passagiere beträgt 116.829.

## Geschichte

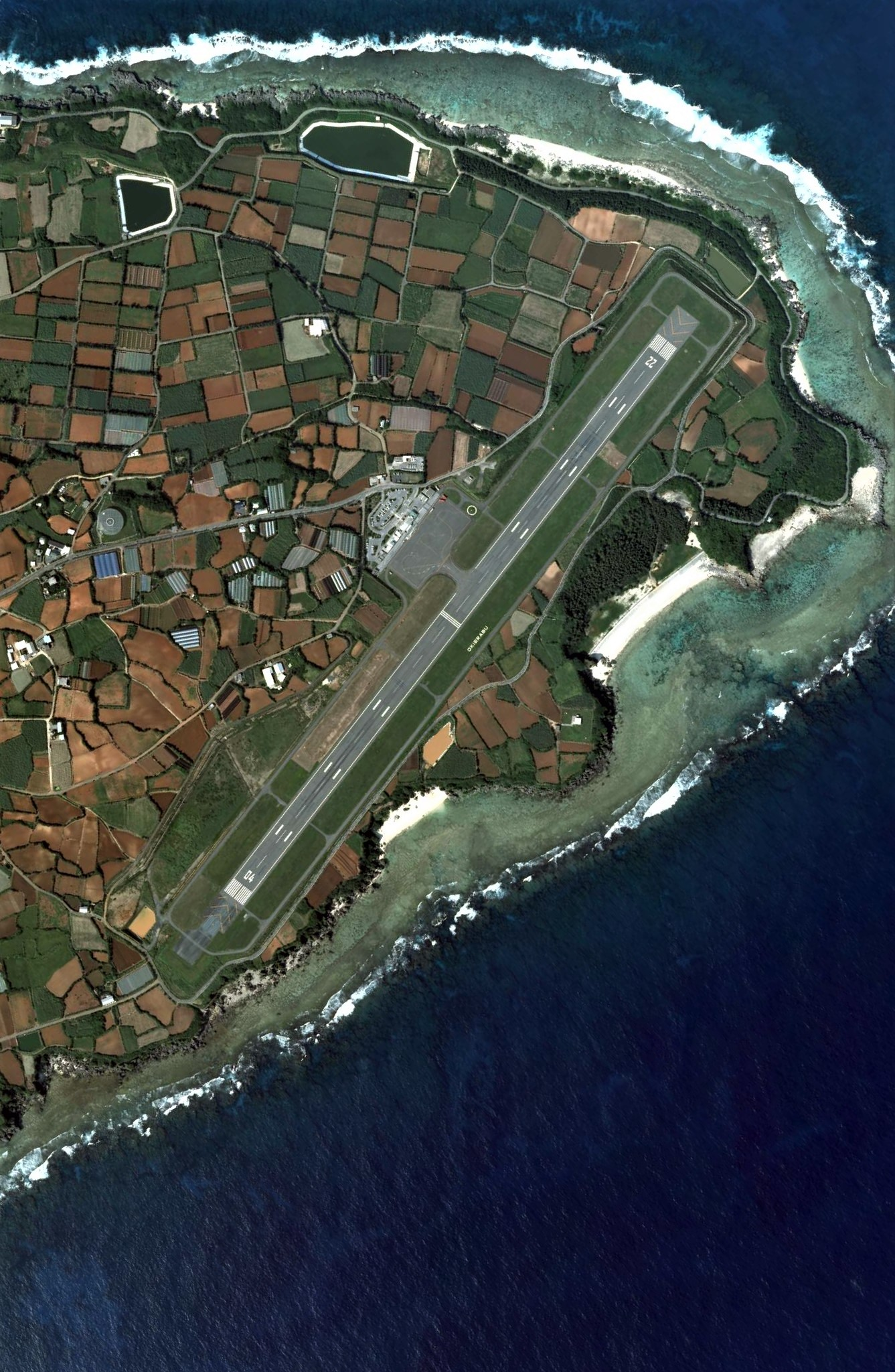
Luftbild

Der Flughafen Okinoerabu wurde am 1. Mai 1969 mit einer 1200 Meter langen Landebahn eröffnet und am 31. Mai 1969 von der japanischen Regierung offiziell als Flughafen der dritten Klasse zertifiziert. Ab 1998 wurden die Passagierbeschränkungen für auf diesem Flughafen betriebene Dienstflugzeuge gelockert. Um den Betrieb von Bombardier DHC-8 abzuwickeln, wurde die Landebahn am 12. Mai 2005 verstärkt und auf 1350 Meter verlängert.